# Cerocoma schaefferi
Cerocoma schaefferi is een keversoort uit de familie van de oliekevers (Meloidae). De wetenschappelijke naam is gepubliceerd in 1758 door Linnaeus in de tiende editie van Systema naturae.